# Nakło Śląskie

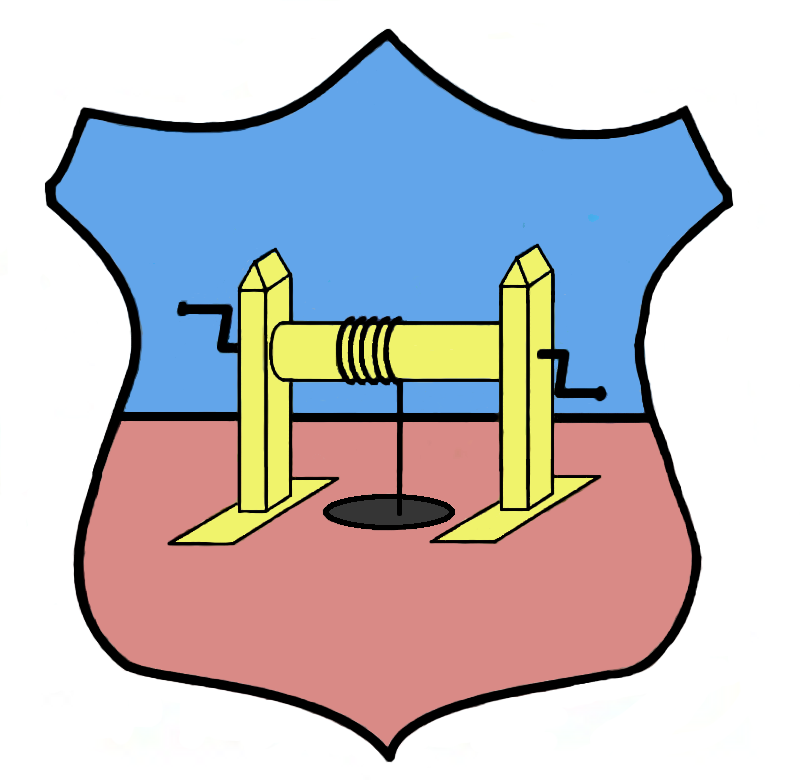
Nieoficjalny herb wsi Nakło Śląskie

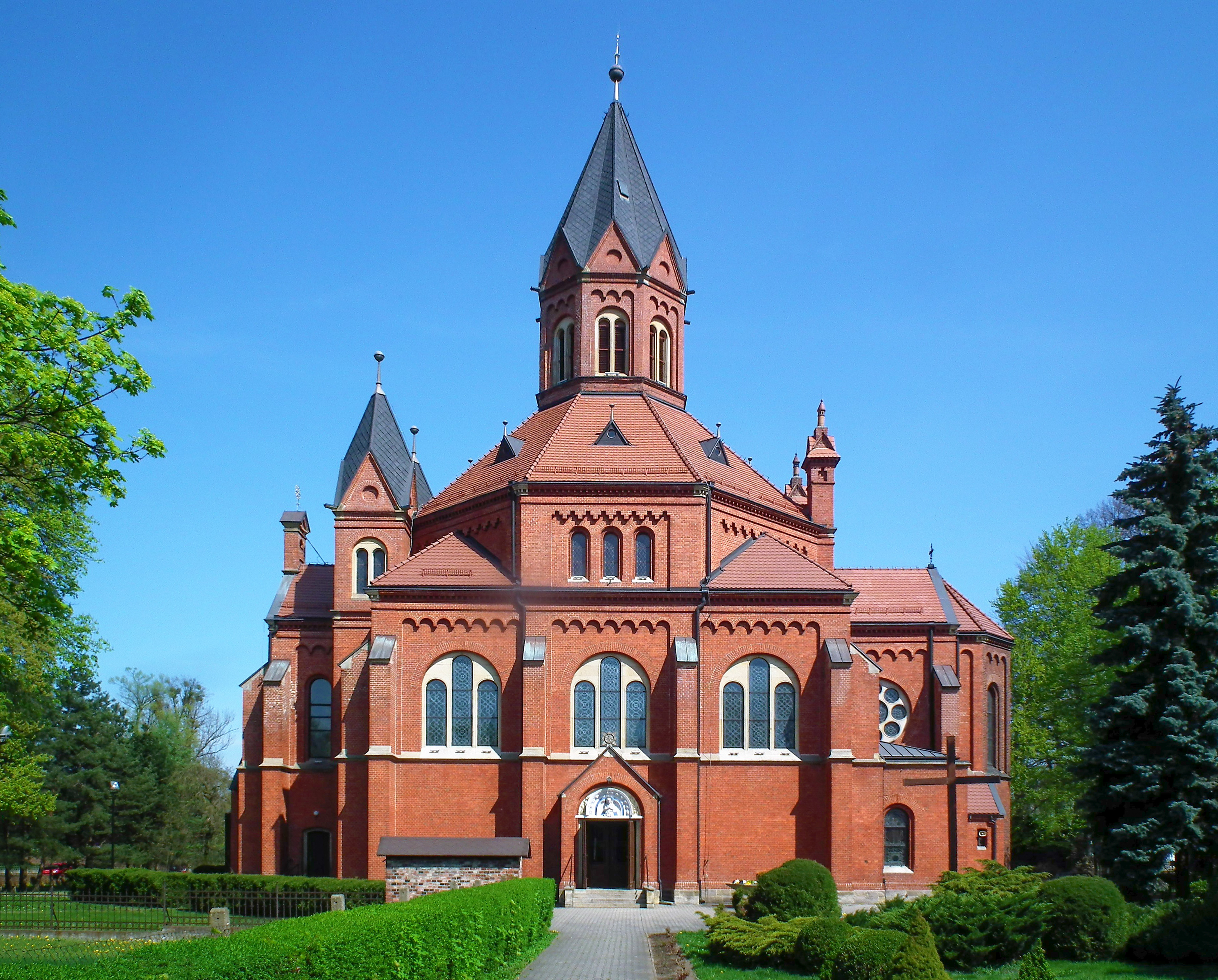
Kościół Najświętszego Serca Pana Jezusa

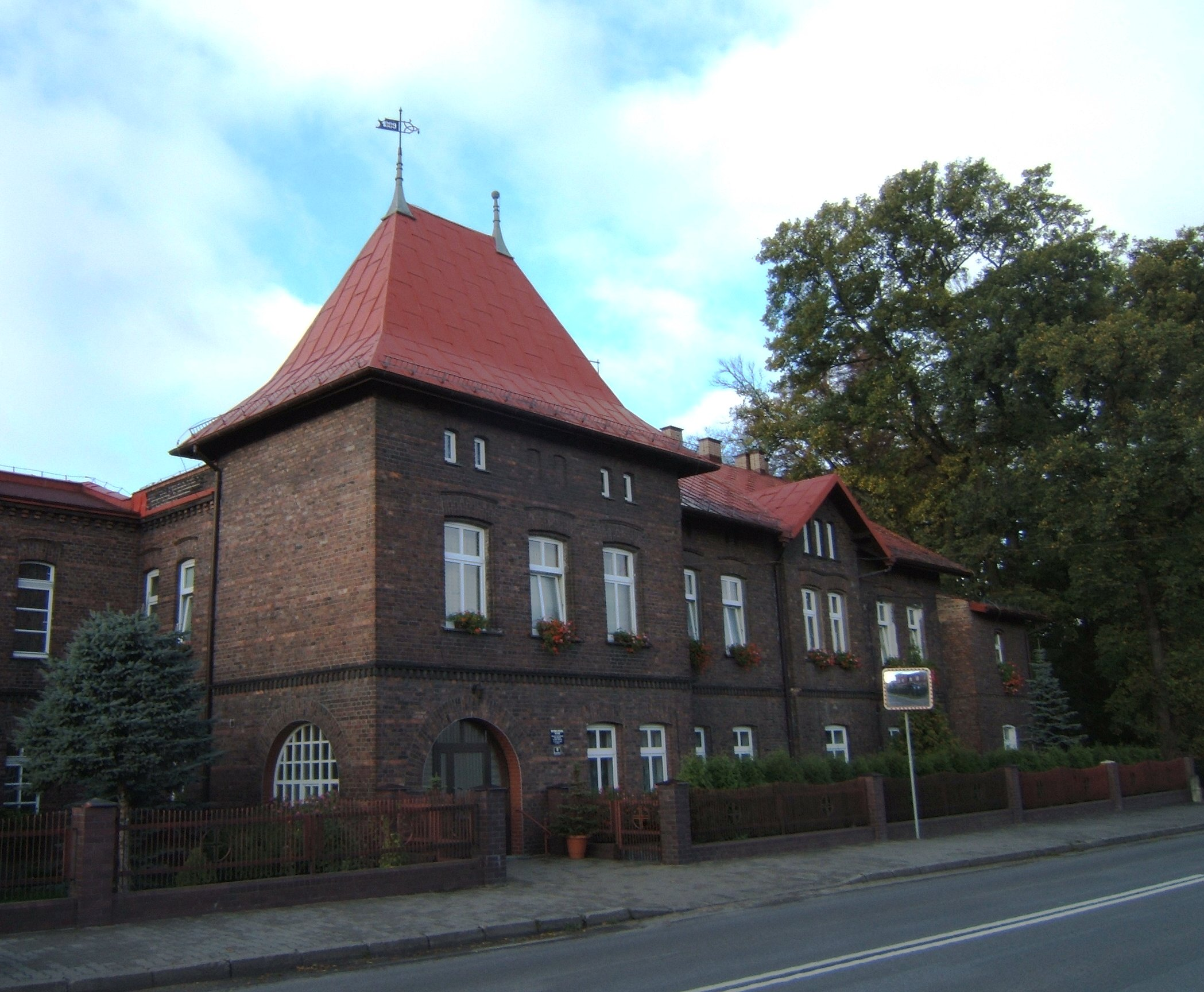
Zasługą Donnesmarcków jest m.in. założenie Domu Sierot prowadzonego przez boromeuszki. Inicjatorką powstania sierocińca była hrabina Maria, żona Łazarza IV. Obecnie tu znajduje się Dom Opieki Społecznej

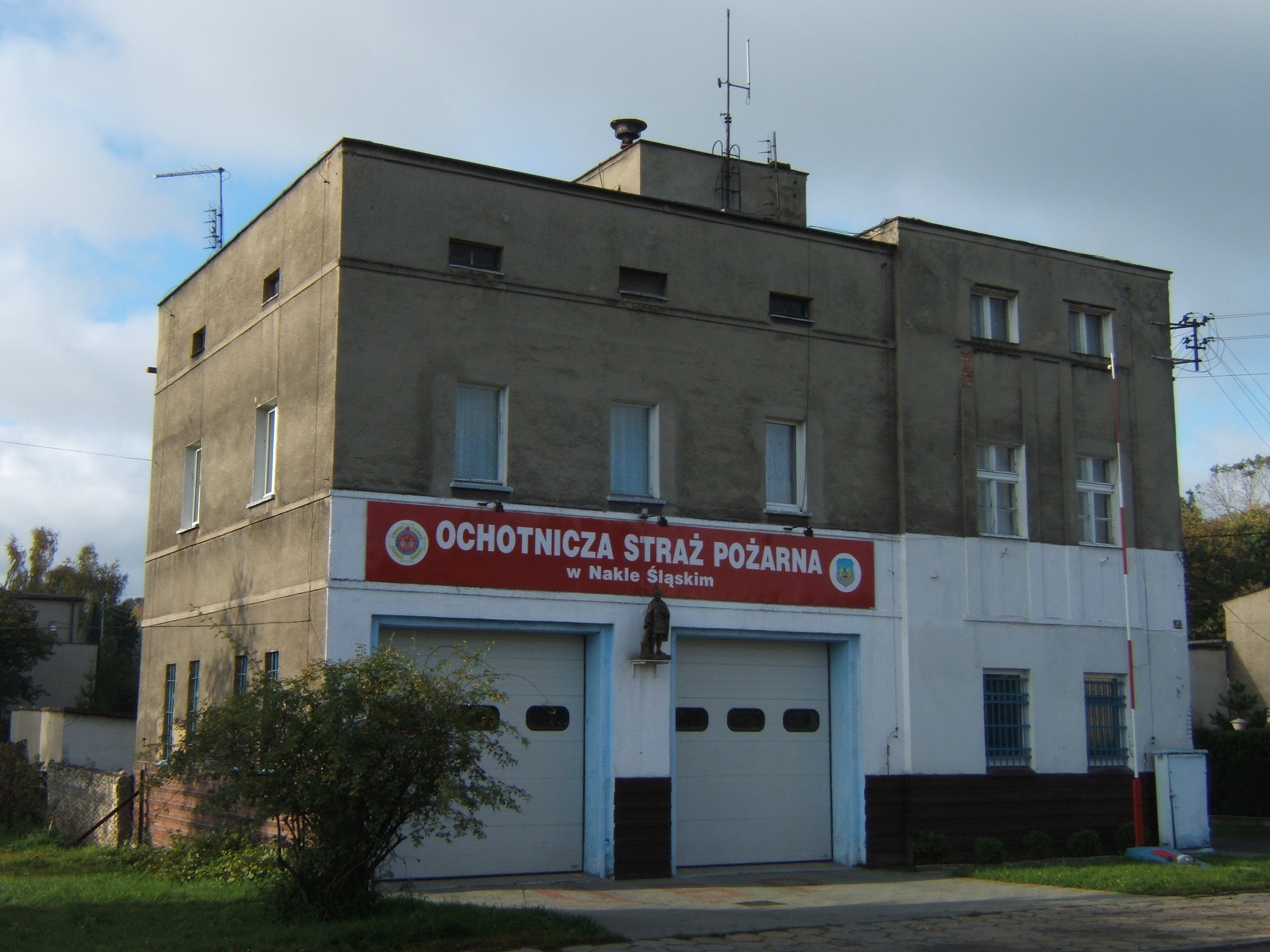
Remiza strażacka

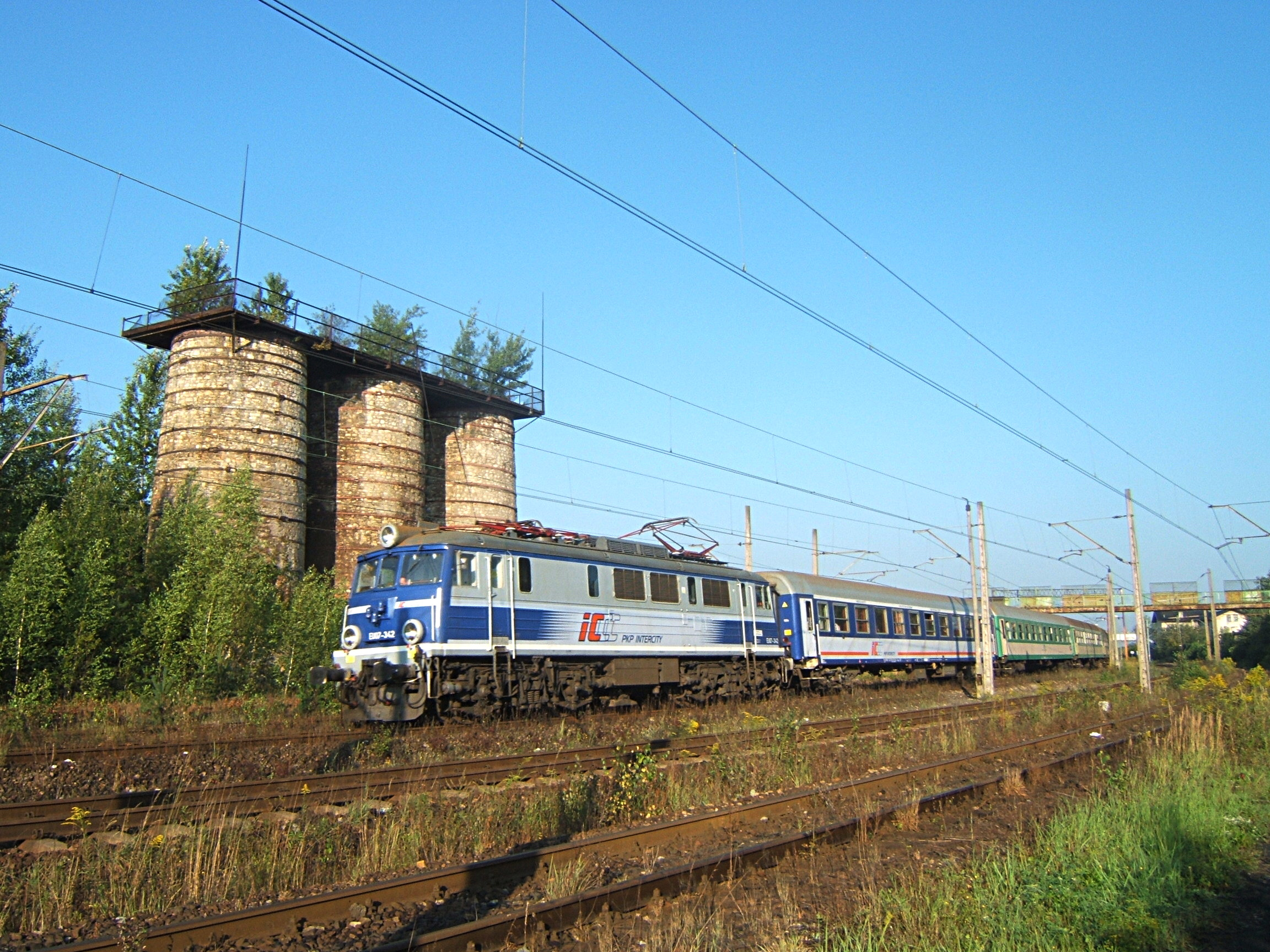
Wapienniki w Nakle, na tle których przejeżdża EU07 w barwach PKP InterCity

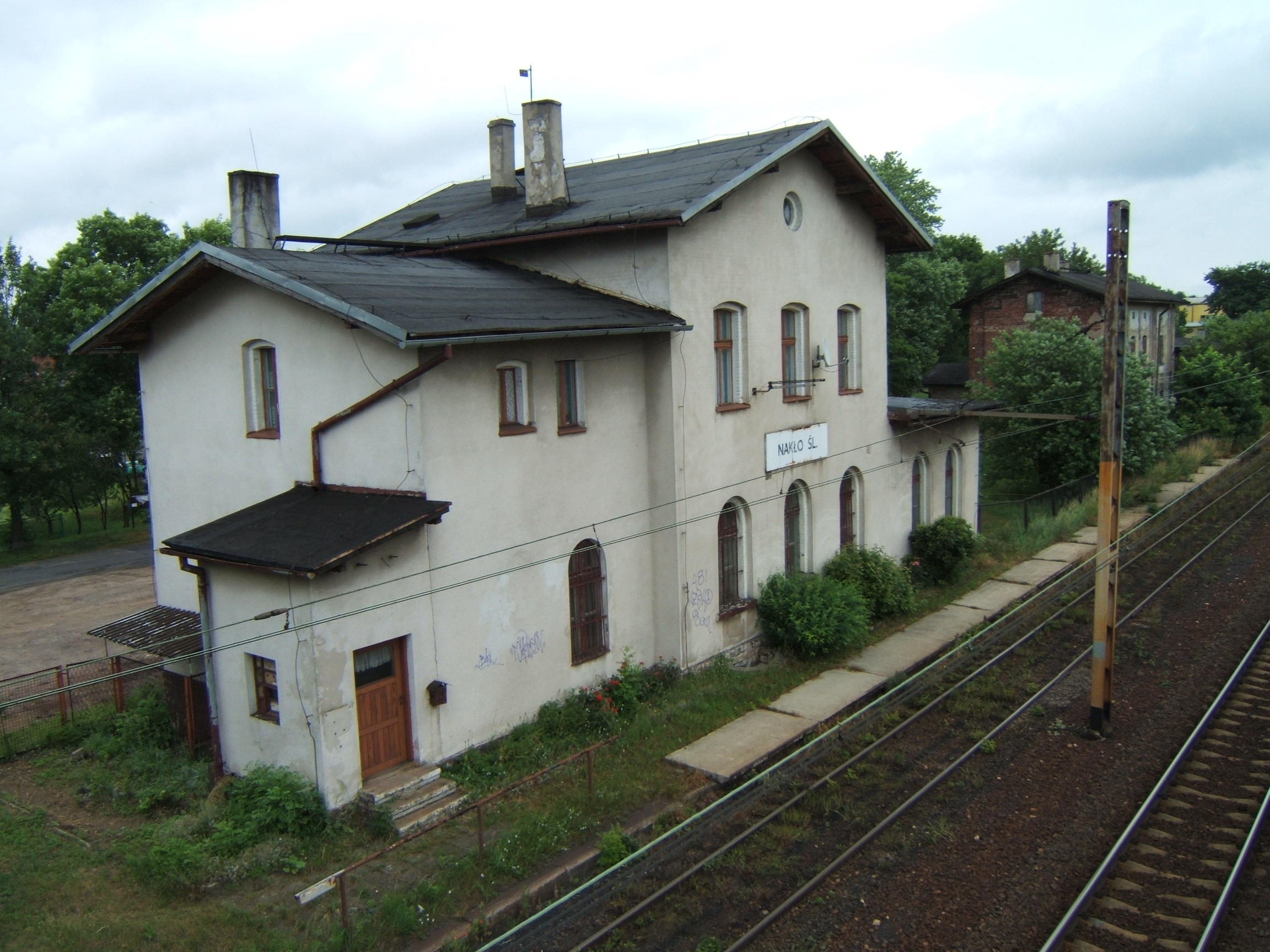
Dworzec kolejowy

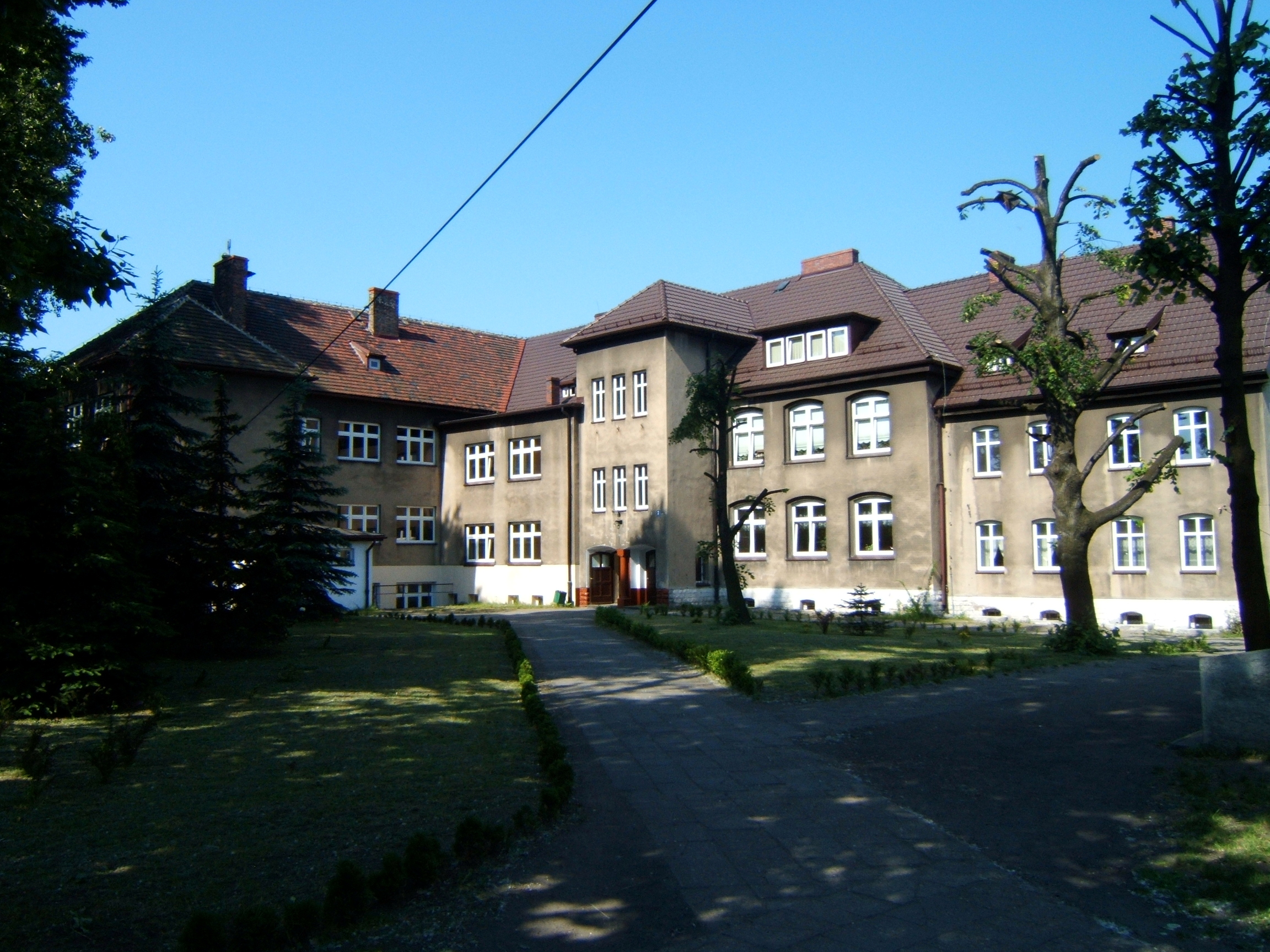
Szkoła Podstawowa im. Kai Mireckiej

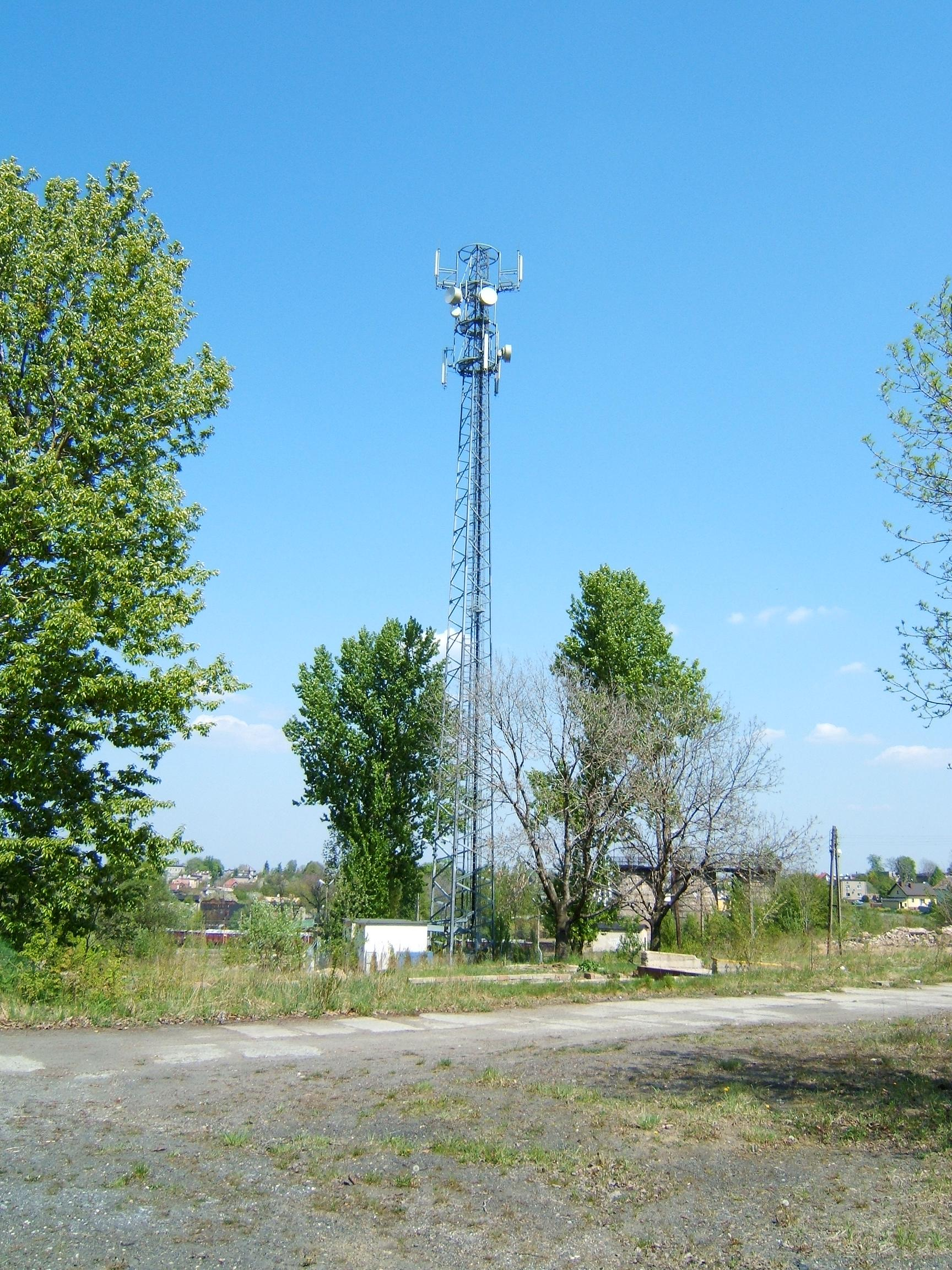
Stacja przekaźnikowa BTS w Nakle Śląskim

Nakło Śląskie (do 2010 Nakło, niem. Naklo) – wieś sołecka w Polsce, położona w województwie śląskim, w powiecie tarnogórskim, w gminie Świerklaniec.
W latach 1975–1998 wieś należała administracyjnie do województwa katowickiego.
W latach 1954–1957 wieś należała i była siedzibą władz gromady Nakło, gromadę zniesiono zmieniając jej status na osiedle. W latach 1973–1977 siedziba gminy Nakło.
Przez wieś przebiega droga krajowa nr 78 oraz linia kolejowa nr 131.
Nazwa wsi pochodzi od wyrazu nakieł, oznaczającego 'wilgotne, podmokłe miejsce porośnięte wikliną’ (też czes. nakli = ‘brzeg porośnięty chrustem’), co ma związek z istniejącym w przeszłości we wsi ciekiem wodnym.
Nakło Śląskie jest otoczone lasami i znajduje się na zróżnicowanym terenie, co ma korzystny wpływ na krajobraz. Najbliższe miejscowości tej wsi to Świerklaniec (3 km), Orzech (ok. 1 km), Nowe Chechło (ok. 3,5 km), Tarnowskie Góry (4 km), Radzionków (4 km). Walorów naturalnych jest mniej niż nienaturalnych, lecz mimo to wielu młodych mieszkańców walory nienaturalne zalicza do naturalnych, gdyż nie pamiętają o przeszłości. Przykładem takich walorów są dwa stawy znajdujące się przy ulicy Głównej, które są pozostałością po zalanych szybach kopalni rud srebra i ołowiu (XVI–XVII w.) oraz kopalni rud żelaza (XVIII–XIX w.). Następnym takim walorem jest znajdujące się w okolicy jezioro Nakło-Chechło, które jest pozostałością po kopalni odkrywkowej piasku.

## Historyczny podział administracyjny
W skład wsi Nakło Śląskie wchodzą miejscowości:
- Kolonia Nakło (niem. Kolonie Naklo, zabudowania pomiędzy Nakłem a linią kolejową w stronę Wapienników),
- Kowaliki (niem. Kowolliken, zabudowania przy drodze z Lasowic do Nowego Chechła, pierwotnie leśniczówka),
- Nakło (Śląskie) (niem. Naklo, właściwa wieś i obszar dworski),
- Wapienniki (niem. Kalkwerk, zabudowania przy stacji kolejowej).

## Integralne części wsi
| SIMC    | Nazwa      | Rodzaj    |
| ------- | ---------- | --------- |
| 0222203 | Wapienniki | część wsi |

## Historia
Miejscowość powstała ok. 1481 roku, kiedy tereny te nabył Szczepan. Dnia 6 kwietnia 1695 dobra rycerskie zwane Nakłem nabył Leon Ferdynand Henckel von Donnersmarck od Larischa z Naczęsławic. Od 1780 roku Nakło należało do hrabiego Łazarza III Henckel von Donnersmarck, liczyło wtedy 96 mieszkańców. W roku 1845 właścicielem liczącej 608 mieszkańców miejscowości stał się hrabia Hugo I Henckel von Donnersmarck, który w 1856 roku rozpoczął budowę pałacu w stylu neogotyckim.
Nakło długo nie miało własnego kościoła i należało do parafii w Żyglinie. 18 sierpnia 1892 roku ruszyła budowa kościoła. Fundatorem świątyni był hrabia Łazarz IV Henckel von Donnersmarck, który opłacił 90% kosztów. Budowa trwała do 24 października 1894 roku. Konsekracji kościoła dokonał kardynał Georg Kopp.

### Kalendarium
- 1683 – przemarsz wojsk Jana III Sobieskiego w kierunku Wiednia
- 1695 – Leon Ferdynand Henckel von Donnersmarck nabył dobra rycerskie zwane Nakłem.
- 1780 – Nakło należało do hrabiego Łazarza III Henckel von Donnersmarck.
- 1845 – właścicielem wsi stał się hrabia Hugo I Henckel von Donnersmarck.
- 1856 – koniec budowy pałacu.
- 1859 – podjęcie decyzji o budowie drugiej szkoły.
- 1892 – wymurowanie kamienia węgielnego pod budowę kościoła.
- 1894 – konsekracja kościoła przez kardynała Georga Koppa.
- 1899 – koniec budowy klasztoru (obecnie dom opieki społecznej).
- 1910–1912 – budowa drugiej szkoły.
- 1910 – powołanie OSP.
- 1911 – działalność rozpoczął chór Jutrzenka.
- 1920 – powstał LKS Orzeł Nakło Śląskie.
- 1920 – proboszczem parafii został Ernest Kudełko
- 1922–1939 – szkoła podstawowa nosiła nazwę króla Bolesława Chrobrego; najlepsze lata działalności placówki.
- 1924 – oficjalnym kierownikiem szkoły został Karol Machowicz, który z pięcioma nauczycielami prowadził szkołę.
- 1926–1939 – kierownikiem szkoły był Tomasz Gładysz.
- 1937 – szkoła liczyła 568 uczniów i 13 nauczycieli. Pojawiła się konieczność rozbudowy szkoły, planom tym przeszkodziła II wojna światowa.
- 1945 – ponowne uruchomienie szkoły po opuszczeniu Śląska przez armię niemiecką.
- 1945 – ponowne powołanie OSP.
- 1945 – otwarcie Gimnazjum Rolniczego, obecnie Zespół Szkół Agroekonomicznych i Ogólnokształcących.
- 1948–1955 – rozbudowa szkoły przy pomocy uczniów i ich rodziców.
- 1962–1992 – szkoła nosiła imię Małgorzaty Fornalskiej.
- 2006 – utworzenie MDP w OSP Nakło Śląskie.
- 2006 – szkoła przyjęła imię Kai Mireckiej.

## Gospodarka

### Wapienniki
Już w XVI wieku na terenie Nakła istniały wapienniki, czynne do 1959 r, kiedy przerobiono je na prażalnię dolomitu, który wydobywano w Bobrownikach Śląskich dzielnicy Tarnowskich Gór. Później w wapiennikach mielono tu kamienie wapienne i produkowano z nich nawozy dolomitowe. Do dzisiaj zachowały się trzy wapienniki, znajdujące się w południowej części miejscowości za dworcem kolejowym.

## Turystyka i rekreacja
- Jezioro Nakło-Chechło
- Kort tenisowy znajdujący się w parku został zlikwidowany w 2011 r.
- Hotel – jedyny hotel w Nakle
- Stadion Orła Nakło Śl. z zapleczem treningowym
- Przez Nakło Śląskie przebiega szlak Nakielski.

## Zabytki
- Pałac Donnersmarcków – neogotycki pałac z 1856, obok park krajobrazowy o powierzchni 18,3 ha z połowy XIX wieku.
- kościół Najświętszego Serca Pana Jezusa w Nakle Śląskim – dziewiętnastowieczny kościół zbudowany w stylu neogotyckim, ufundowany przez hrabiego Łazarza Henckel von Donnersmarcka
- Dom opieki społecznej – wybudowany w 1899 roku przez Łazarza IV syna Hugona, mieści się w nim zakon sióstr boromeuszek
- Dworzec kolejowy

## Oświata
- Szkoła podstawowa w Nakle Śląskim im. Kai Mireckiej – szkoła podstawowa[10]
- Zespół Szkół Agroekonomicznych i Ogólnokształcących im. 1000-lecia Państwa Polskiego w Nakle Śląskim – szkoła ponadpodstawowa

## Kultura
Biblioteki:
- Biblioteka publiczna
- Biblioteka szkolna

W dawnym pałacu hrabiów Henckel von Donnersmarcków działała do 2010 Galeria „Barwy Śląska” prezentująca malarstwo intuicyjne ze zbiorów Stanisława Gerarda Trefonia oraz prace m.in. Erwina Sówki, Pawła Wróbla, Leopolda Wróbla, Teofila Ociepki, Nikofora Krynickiego, Helmuta Matury czy Ewalda Gawlika.
Od 1 stycznia 2013 w pałacu działa Centrum Kultury Śląskiej, powołane w kwietniu 2012 przez Radę Powiatu Tarnogórskiego. Pierwszym dyrektorem został dr Stanisław Zając.
Zespoły muzyczne
- Chór „Jutrzenka”

## Sport
LKS Orzeł Nakło Śląskie – w przeszłości klub wielosekcyjny posiadający sekcje:
- hokeja na lodzie (1949–1953),
- tenisa stołowego (1948–1954),
- piłki ręcznej (1957–1969),
- szachową (1949–1956),
- kolarską (1953–1958),
- lekkoatletyczną (1954–1960),
- bokserską,
- palanta,
- siatkówki.

Obecnie jest to klub czysto piłkarski, posiadający 4 drużyny:
- Drużyna seniorów – grającą w klasie okręgowej w grupie śląskiej I,
- Drużynę rezerw – grającą w B klasie,
- Drużynę juniorów,
- Drużynę trampkarzy.

## Ludzie związani z miejscowością
- Teresa Werner – piosenkarka i wokaliska